# Ryan Huska
Ryan Huska, född 2 juli 1975, är en kanadensisk ishockeytränare och före detta professionell ishockeyforward. Han är tränare för Calgary Flames i National Hockey League (NHL) sedan den 12 juni 2023.

## Spelare
Ryan Huska spelade för Chicago Blackhawks i NHL; Lowell Lock Monsters och Springfield Falcons i AHL; Indianapolis Ice i IHL samt Kamloops Blazers i WHL.
Huska draftades av Chicago Blackhawks i tredje rundan i 1993 års draft som 76:e spelare totalt.

### Statistik
| 1991–1992  | Kamloops Blazers     | WHL        | 44  | 4  | 5  | 9   | 23  | 6  | 0  | 1  | 1  | 0  |
| 1992–1993  | Kamloops Blazers     | WHL        | 68  | 17 | 15 | 32  | 50  | 13 | 2  | 6  | 8  | 4  |
| 1993–1994  | Kamloops Blazers     | WHL        | 69  | 23 | 31 | 54  | 66  | 19 | 9  | 5  | 14 | 23 |
| 1994–1995  | Kamloops Blazers     | WHL        | 66  | 27 | 40 | 67  | 78  | 17 | 7  | 8  | 15 | 12 |
| 1995–1996  | Indianapolis Ice     | IHL        | 28  | 2  | 3  | 5   | 15  | 5  | 1  | 1  | 2  | 27 |
| 1996–1997  | Indianapolis Ice     | IHL        | 80  | 18 | 12 | 30  | 100 | 4  | 0  | 0  | 0  | 4  |
| 1997–1998  | Chicago Blackhawks   | NHL        | 1   | 0  | 0  | 0   | 0   | —  | —  | —  | —  | —  |
|            | Indianapolis Ice     | IHL        | 80  | 19 | 16 | 35  | 115 | 5  | 0  | 3  | 3  | 10 |
| 1998–1999  | Lowell Lock Monsters | AHL        | 60  | 5  | 13 | 18  | 70  | 2  | 0  | 0  | 0  | 0  |
| 1999–2000  | Springfield Falcons  | AHL        | 61  | 12 | 9  | 21  | 77  | 4  | 0  | 1  | 1  | 0  |
| AHL totalt | AHL totalt           | AHL totalt | 121 | 17 | 22 | 39  | 147 | 6  | 0  | 1  | 1  | 0  |
| IHL totalt | IHL totalt           | IHL totalt | 188 | 39 | 31 | 70  | 230 | 14 | 1  | 4  | 5  | 41 |
| WHL totalt | WHL totalt           | WHL totalt | 247 | 71 | 91 | 162 | 217 | 55 | 18 | 20 | 38 | 39 |

## Tränare
År 2002 blev han utnämnd till assisterande tränare för Kelowna Rockets i WHL. Huska var på den positionen fram tills 2007 när han utsågs till tränare för Rockets. Huska ledde laget fram tills 2014 när NHL-laget Calgary Flames utsåg honom till tränare för sitt farmarlag Adirondack Flames i AHL. Året därpå meddelade Calgary Flames att farmarlaget skulle flyttas och bli Stockton Heat. Huska blev kvar som tränare även för Heat. År 2018 blev han befordrad till assisterande tränare för Calgary Flames, sedan utsågs han i juni 2023 till tränare för NHL-laget.
Huska har även varit assisterande tränare för Kanadas herrjuniorlandslag när de deltog vid juniorvärldsmästerskapet i ishockey 2011 och juniorvärldsmästerskapet i ishockey 2012. Kanada bärgade en silvermedalj respektive en bronsmedalj.

### Statistik
| Lag            | Säsong    | Grundserie | Grundserie | Grundserie | Grundserie         | Grundserie | Grundserie    | Slutspel |
| Lag            | Säsong    | Matcher    | Vinster    | Förluster  | Övertids förluster | Poäng      | Placering     | Resultat |
| -------------- | --------- | ---------- | ---------- | ---------- | ------------------ | ---------- | ------------- | -------- |
| Calgary Flames | 2023–2024 |            |            |            |                    |            | ?:e i Pacific |          |
| Totalt         |           |            |            |            |                    |            |               |          |